# Pierre Bérenger de Narbonne
Pour les articles homonymes, voir Pierre de Narbonne.
Pierre ou Pierre Bérenger de Narbonne, a été évêque de Rodez de 1053 à 1079 et archevêque élu de Narbonne de 1079 à 1085/6. Il est mort après le 13 mars 1090.

## Un cadet des vicomtes de Narbonne
Pierre est le fils puîné de Bérenger (it), vicomte de Narbonne de 1019/1023 à 1067 et de son épouse, Garsinde, fille de Bernard Ier Taillefer, comte de Besalú.
Le fils aîné du couple, Raymond, apparaît pour la première fois aux côtés de ses parents le 7 juin 1033. Les deux fils puînés, Pierre et Bernard, sont attestés dans un document avec leur famille le 17 mars 1044. Pierre paraît avec la qualité de clerc dans une donation du 23 avril 1048.

## Évêque de Rodez
Il était moine de Conques quand il fut élu évêque de Rodez. Certaines indications peuvent faire soupçonner qu'en fait il acheta l'évêché en 1051.
En 1052 il souscrivit à l'élection d'Itier Chabot à l'évêché de Limoges.
Il assiste au concile de Toulouse en 1056 convoqué contre ceux qui faisaient un trafic des biens de l'Église et qui condamne la simonie. Il contribue la même année à la dotation du monastère de Beaumont.
En 1061 il consent à la donation de l'abbaye de Vabres aux abbayes de Moissac et de Cluny.
Certains documents montrent qu'il a participé à la fondation du prieuré du Saint-Sépulchre fondé par Ozile II de Morlhon et son fils Raoul, à Villeneuve.

## Vicomte de Narbonne et tuteur de son neveu Aymeric
À la mort de son père, le vicomte Bérenger, le 30 juillet 1067, les biens auraient dû être partagés d'une manière égalitaire entre les trois fils :
- Raymond II, Pierre Bérenger ou Pierre et Bernard.
Raymond II, qui s'attribue le titre de vicomte dès la mort de son père, est rapidement évincé malgré l'appui des Trencavel. Seul reste Bernard meurt, semble-t-il assez jeune, laissant un fils aîné, Aymeric. Ce dernier intervient dans un plaid tenu à Carcassonne en 1071 mais il ne porte pas le titre de vicomte. Il est désigné domnus Aymericus de Narbona.
Le 8 août 1074, Pierre Bérenger, évêque de Rodez, fait une donation à l'abbaye de Fontfroide, avec Aymeric et Bérenger, ses neveux.
Vers 1076-1078, Raymond de Saint-Gilles promet une aide à la veuve de Raimond-Bernard Trencavel contre Pierre Bérenger et son neveu Aymeric et contre tous les "vicomtes de Narbonne". Pierre Bérenger et Aymeric sont co-vicomtes de Narbonne.
Au cours d'une assemblée tenue à Narbonne le 7 mai 1080, Pierre Bérenger se déclare archevêque élu et vicomte de Narbonne, en présence de ses neveux, Aymeric, Ugo et Bérenger auxquels l'acte ne donne aucun titre.
En 1080, le pape Grégoire VII écrit une lettre annonçant la déposition de Pierre Bérenger de l'archevêché de Narbonne adressée à Aymeric, vicomte de Narbonne, vicecomiti Aymerico nec non universo populo Narbonensi. Aymeric 1er épouse, entre 1083 et 1085, Mahaut de Pouille, fille de Robert Guiscard et veuve de Raimond-Bérenger II de Barcelone, comte de Barcelone, assassiné en décembre 1082.

## Lutte pour l'archevêché de Narbonne
À la mort de l'archevêque de Narbonne Guifred de Cerdagne, fils de Guifred III comte de Cerdagne, Pierre Bérenger, soutenu par sa famille, s'empare de l'archevêché en 1079. Il en chassa Dalmace, candidat nommé par le pape. 
En 1079, au concile de Toulouse, Hugues de Die, légat du pape, interdit aux Narbonnais de reconnaître Pierre Bérenger comme archevêque de Narbonne.
Il est excommunié comme usurpateur par le pape Grégoire VII au cours du concile de Rome en 1080. Il est aussi déposé au cours du concile d'Avignon la même année. Grégoire VII confirme la déposition de Pierre Bérenger au début de 1081.  Mais Pierre Bérenger ne quitte pas son poste et conserve de force les revenus de l'archevêché jusqu'en 1085. Il n'a plus que le titre d'évêque de Rodez. Son successeur, Dalmace, abbé de Lagrasse, recommandé par Grégoire VII, ne peut occuper le siège d'archevêque qu'en 1086, jusqu'à sa mort, le 17 janvier 1096.